# Fujiwara no Saneyori
Fujiwara no Saneyori (藤原 実頼?  900-Kioto, 24 de junio de 970) fue un kuge (cortesano) que actuó de regente durante la era Heian. Fue el primer hijo del regente Fujiwara no Tadahira.

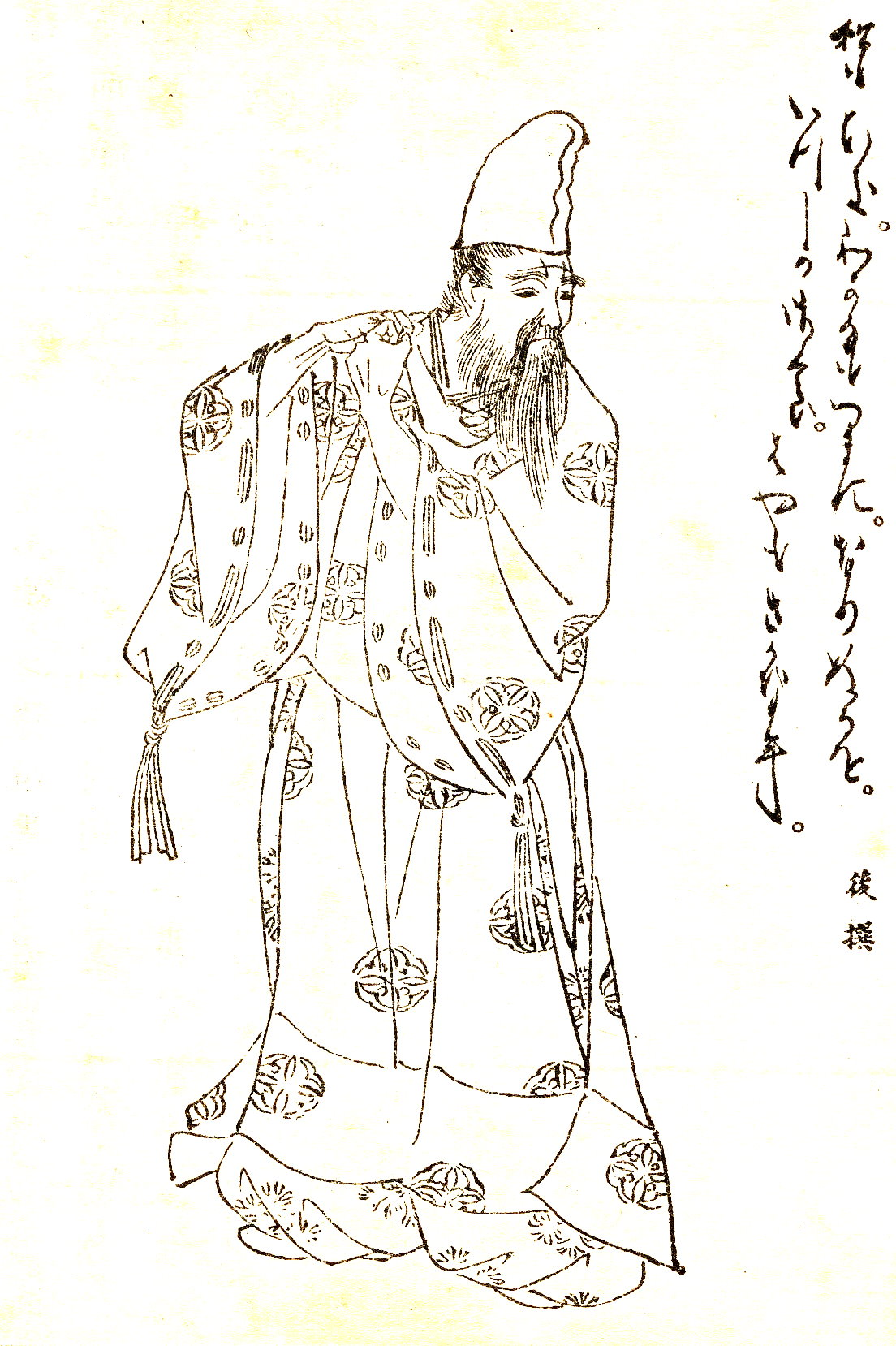
Fujiwara no Saneyori

Fungió como kanpaku del Emperador Reizei desde 967 hasta 969 y como sesshō del Emperador En'yū desde 969 hasta 970.
| Predecesor: Fujiwara no Tadahira | Kanpaku 967 – 969 | Sucesor: Fujiwara no Kanemichi |
| Predecesor: Fujiwara no Tadahira | Sesshō 969 – 970  | Sucesor: Fujiwara no Koretada  |

- Datos: Q1378455